# TEACCH
TEACCH (ang. Treatment and education of autistic and related communication handicapped children) – kompleksowy program terapii i edukacji dzieci z autyzmem oraz dzieci z zaburzeniami w komunikacji.
Zapoczątkowany został przez Erica Schoplera w pierwszej połowie lat 70. XX wieku na Uniwersytecie Północnej Karoliny w Chapell Hill. W związku z licznymi publikacjami podejście TEACCH znane jest obecnie na całym świecie.
Do długoterminowych celów podejścia TEACCH należą rozwijanie umiejętności osób z autyzmem, a także zapewnienie fundamentalnych potrzeb takich jak godność, możliwość zaangażowania w celowe działania, poczucie bezpieczeństwa oraz samowystarczalność.
Jednym z bardzo istotnych celów TEACCH jest przygotowanie osób z autyzmem do jak najbardziej samodzielnego funkcjonowania w życiu.
Do cech charakterystycznych TEACCH należą między innymi:
- duży nacisk na zrozumienie istoty autyzmu i indywidualnych potrzeb danej osoby z autyzmem
- korzystanie z szeregu pomocy wizualnych w pracy z osobami z autyzmem
- dostosowanie środowiska do potrzeb osób z autyzmem poprzez strukturyzację
- tworzenie zindywidualizowanych programów nauczania, które uwzględniają wiek, umiejętności, zainteresowania i potrzeby osoby z autyzmem
- ścisła współpraca z rodziną dziecka i placówkami edukacyjnymi do których uczęszcza dziecko

Ważnym elementem TEACCH jest nauczanie ustrukturalizowane. Do skutecznych technik, które rozwijają umiejętności i pozwalają osobom z autyzmem na wykorzystywanie tych umiejętności w sposób jak najbardziej samodzielny są: organizacja fizycznego otoczenia, korzystanie z planów zajęć i systemów pracy, stawianie jasnych i wyraźnych oczekiwań a także używanie wizualnych pomocy dydaktycznych.